# Məmmədrza Dizə
Məmmədrza Dizə è un comune dell'Azerbaigian situato nel distretto di Babək.